# Mniobia incurata
Mniobia incurata is een raderdiertjessoort uit de familie Philodinidae. De wetenschappelijke naam van deze soort is voor het eerst geldig gepubliceerd in 1960 door Rudescu.